# Marigny-en-Orxois
 Marigny-en-Orxois  là một xã ở tỉnh Aisne, vùng Hauts-de-France thuộc miền bắc nước Pháp.